# Rhoshii Wells
Pour les articles homonymes, voir Wells.
Rhoshii Shepherd Wells est un boxeur américain né le 30 décembre 1976 à Austin (Texas) et mort le 11 août 2008.

## Carrière
Aux Jeux olympiques d'été de 1996, il combat dans la catégorie des poids moyens et remporte la médaille de bronze.

## Décès
Le 11 août 2008, Wells a été tué par balles à Las Vegas au Nevada.